# Акжарський сільський округ (Хромтауський район)
Акжа́рський сільський округ (каз. Ақжар ауылдық округі, рос. Кызылсуский сельский округ) — адміністративна одиниця у складі Хромтауського району Актюбінської області Казахстану. Адміністративний центр — село Акжар.
Населення — 2566 осіб (2021; 2403 у 2009, 2419 у 1999, 2611 у 1989).
Станом на 1989 рік існувала Новоросійська сільська рада (села Новоросійське, Просторне, Туксаїнсай). 1997 року до складу Новоросійського сільського округу було приєднано територію ліквідованого Магаджановського сільського округу. 1999 року Новоросійський сільський округ отримав сучасну назву. 2000 року було відокремлено частину сільського округу площею 800,56 км² з метою утворення Табантальського сільського округу.

## Склад
До складу округу входять такі населені пункти:
| Населений пункт         | Колишні назви | Населення, осіб (1989) | Населення, осіб (1999) | Населення, осіб (2009) | Населення, осіб (2021) |
| ----------------------- | ------------- | ---------------------- | ---------------------- | ---------------------- | ---------------------- |
| Акжар, село             | Новоросійське | 2200                   | 2086                   | 2097                   | 2270                   |
| Жазик, станційне селище | Просторне     | 295                    | 333                    | 306                    | 296                    |
| Туксаїнсай, село        | -             | 116                    | -                      | -                      | -                      |